# 7,7-cm-Flak L/35
Das 7,7-cm-Flak L/35 war eine der Flugabwehrkanone des Deutschen Kaiserreiches und kam im Ersten Weltkrieg zum Einsatz.

## Entwicklung
Die Ursprünge der 7,7-cm-Flak L/35 gehen auf die französische Feldkanone Canon de 75 mm modèle 1897 (deutsch: 7,5-cm-Fedlkanone L/36 M. 1897, kurz 7,5-cm-F.K. L/36 M. 1897) zurück. Dieses Geschütz konnte in den ersten Kriegsjahren, 1914 und 1915, in großer Stückzahl von der kaiserlichen Armee erbeutet werden. Aufgrund der Unterschätzung der Verluste an leichter Artillerie an der Front, wurde dieses Geschütz als Lückenfüller an die Truppe wieder ausgegeben. Nachdem nach und nach neue Feldgeschütze, wie die 7,7-cm-Feldkanone 16 an die Front kamen, wurden die alten Geschütze bis Mitte 1915 wieder von der Front abgezogen.
Da mittlerweile die Anzahl und Effektivität von Flugzeugen auf allen Seiten anstieg, und die provisorischen Lafetten für die Luftabwehr als nicht sinnvoll angesehen wurden, begannen die Friedrich Krupp AG und Rheinmetall mit der Entwicklung an eigenen Lafetten für die Luftabwehr. Aus diesen Neubauten der Lafetten entstand die 7,7-cm-Flak L/35 (Kp) von Krupp und die 7,7-cm-Wagenflak L/35 (Rh) von Rheinmetall.

## Technische Beschreibung

### 7,7-cm-Flak L/35 (Kp)

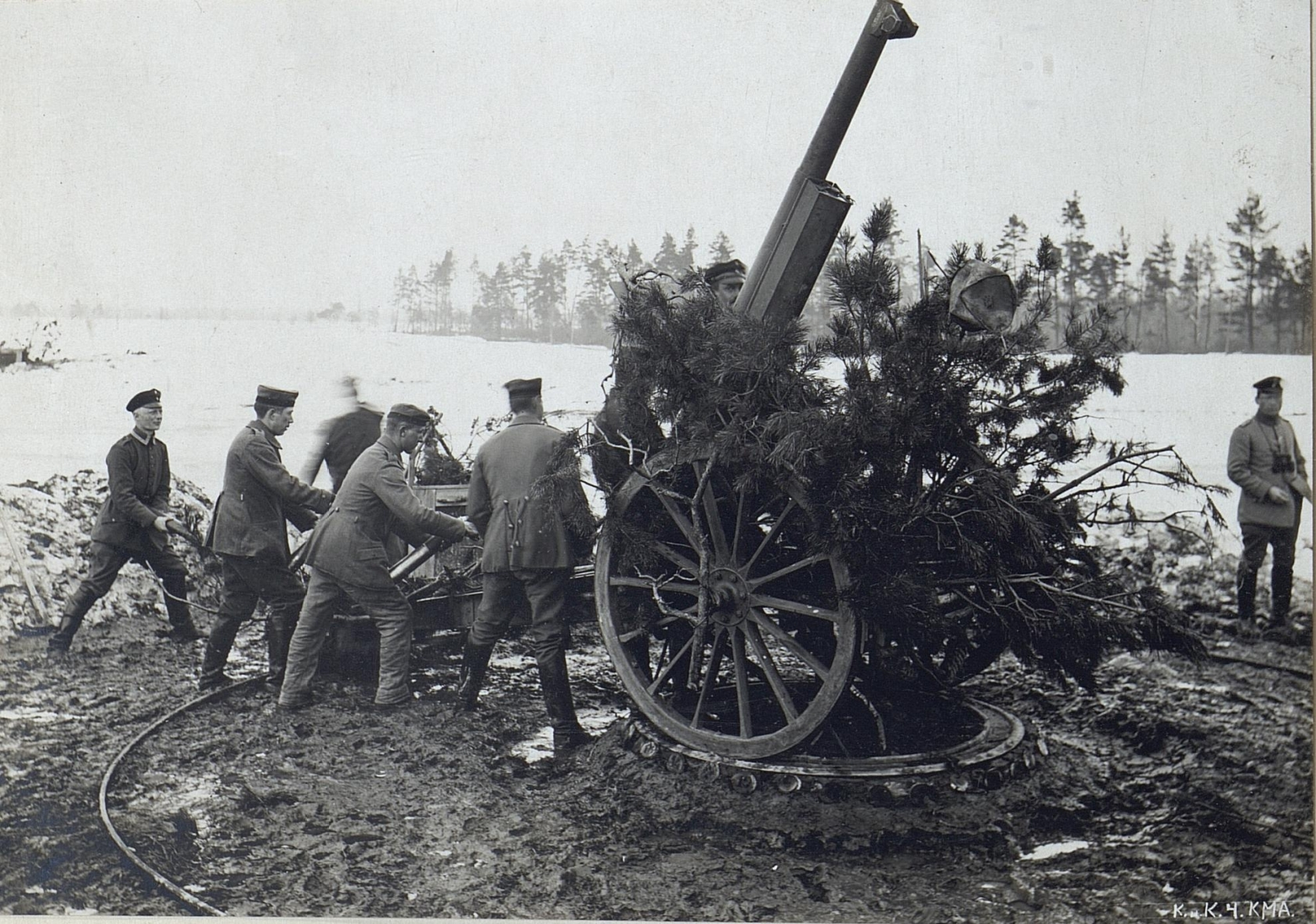
7,7-cm-Flak L/35 (Kp) bei Harzofen, gut erkennbar die Radbahn für die Räder zum seitlichen Richten und die äußere Schleifschiene

Die 7,7-cm-Flak L/35 (Kp) war eine von Krupp umgebaut französische 7,5-cm-F.K. L/36 M. 1897. Um die deutsche Munition mit dem Kaliber 7,7 cm nutzen zu können, wurde das Geschützrohr aufgebohrt. Damit das Geschütz gegen Flugzeuge gerichtet werden konnte, wurde das Höhen- und Seitenrichtfeld durch einen kompletten Umbau der Lafette vergrößert. Hierbei wurde hauptsächlich die Unterlafette neu gefertigt und klappbar in die französische Lafette eingehängt worden. Die Räder, das Geschützschild und die Höhen- und Seitenrichtmaschine wurden vom französischen Geschütz übernommen. Weiterhin bekam sie neue Lafettenwände und wurde mit dem ursprünglichen Lafettenschwanz mit Sporn und Protzöse verwendet. Durch diese Umbauten verfügte die neue Flugabwehrkanone über einen Höhenrichtbereich von +1 Winkelgrad bis + 60 Winkelgrad. Beim höchsten Richtwert von +60 Winkelgrad musste, um das Geschützrohr beim Rückstoß nicht zu beschädigen, auf dem Boden ein Graben ausgehoben werden.
Um das seitliche Richten von 360 Winkelgrad erreichen zu können, wurde das Geschütz mit einem Vordersporn im Boden verankert. Unter den Rädern wurde eine Radbahn ausgelegt, auf welcher sie rollen und damit die gesamte Lafette drehen konnten. Der Vordersporn wurde direkt mittig der Radbahn in den Boden gerammt. Unter dem festen Sporn des Lafettenschwanz wurde ein Schleifblech montiert, welches auf einer Schiene beim Drehen langgeschleift wurde. Eine weitere Änderung an der Lafette betraf die Bremse. Verfügte das französische Geschütz über eine Fahr- und Schießbremse, wurde diese beim deutschen Umbau durch eine Backenbremse ersetzt. Als Munition wurde die Feldgranate 96 mit Doppelzünder 96 und die Kanonengranate 15 für Flakgeschütze verwendet. Mit diesen Granaten konnte eine maximale Reichweite von 7,20 km erreicht werden.

### 7,7-cm-Wagenflak L/35 (Rh)
Neben Krupp baute auch Rheinmetall eine Flugabwehrkanone, welche auf der französischen 7,5-cm-F.K. L/36 M. 1897 basierte, wie 7,7-cm-Wagenflak L/35. Auch bei dieser wurde das Geschützrohr aufgebohrt um das Kaliber von 7,7 cm zu erreichen. Da Krupp bereits erfolgreich die Unterlafette umgebaut hatte, wurde erforderliches Lafettenmaterial direkt an Rheinmetall geliefert. Das Geschützrohr, der Verschluss, die Rohrbremse und der Luftvorholer waren identisch mit er 7,7-cm-Flak L/35 (Kp) Der grundsätzliche Aufbau der Wagenflak war ähnlich der 7,62-cm-Wagenflak L/30 (Rh). Auch die Richtmittel waren die Gleichen wir bei der Wagenflak L/30. Die wesentlichste Änderung zur 7,7-cm-Flak L/35 (Kp) war der maximale Höhenrichtbereich von +70 Winkelgrad und die Pivotlafette, auf der das Geschütz ruhte.

## Einsatz
Die ersten 7,7-cm-Flak L/35 (Kp) wurden Ende 1914 an die Front geschickt. Bis Ende 1915 wurden fast alle erbeuteten Geschütze zu Flugabwehrkanonen umgebaut, was um die 300 Geschütze waren. Das umgebaute Geschütz hatte sich hervorragend als Flugabwehrkanone bewährt und kam bei den Bedienmannschaften gut an. Durch die guten ballistischen Leistungen und gute Beweglichkeit, leistete es dem deutschen Heer wertvolle Dienste und war bis zum Ende des Ersten Weltkrieges im Einsatz. Dennoch hatte das Geschütz einige Mängel zu beklagen. So war der Höhenrichtbereich von maximal +60 Winkelgrad oftmals nicht hoch genug. Zwar konnte man +70 Winkelgrad durch das Eingraben des Lafettenschwanzes erreichen, dies war aber mit einem enormen Aufwand verbunden und das seitliche Richten wurde durch stark eingeschränkt.

## Verbleib
Im Musée Royal de l’Armée in Brüssel kann heute eine erhaltene 7,7-cm-Flak L/35 (Kp) betrachtet werden.